# СЦ Слана бара
Спортски центар Слана бара (СЦ Слана бара), погрешно називан спортски центар Клиса (СЦ Клиса), модеран јеспортски центар у новосадској градској четврти Слана бара. Сам центар се састоји из два дела: у првом се налазе спортске хале за кошарку и одбојку. У оквиру овог дела још се налазе и бројни локали. У другом делу спортског центра се налази велики затворени олимпијски базен.

## Спортска хала Слана бара
Спортска хала Слана бара, званично је отворена 28. јуна 2007. године, а са спортским активностима кренуло се у јануару 2008. године. Спортска хала располаже централним тереном (спортским борилиштем) са адекватном опремом, на коме могу да се одржавају све активности које за подлогу подразумевају паркет (кошарка, одбојка, рукомет, мали фудбал и друго) а уз постављање одговарајуће подне прекривке могу да се одигравају и разне врсте борилачких и других спортова. Постоји могућност поделе централног терена преградним мрежама, тако да је отворена и могућност истовременог тренажног процеса на три помоћна одбојкашка, или два помоћна кошаркашка терена. У оквиру објекта постоји теретана која је опремљена справама за вежбање. На располагању су четири екипне свлачионице и једна судијска свлачионица. Све свлачионице имају подно грејање и опремљене су одговарајућим бројем туш кабина и мокрим чвором. Хала је опремљена системом за климатизацију, односно грејањем у зимском, и хлађењем у летњем периоду. У оквиру хале постоји просторија предвиђена за конференције за штампу. У току 2009. године у објекту Спортске хале одржан је велики број различитих манифестација. Највећи број манифестација чинила су спортска дешавања и активности везане за спорт, али су у Хали такође биле присутне и манифестације везане за културу, верска дешавања, као и предавања, односно спортски семинари. Дворану за своје домаће утакмице користе кошаркашки, рукометни и одбојкашки клуб Војводине.

## Базен Слана бара
Изградња базена је почела у октобру 2007, радови су завршени у мају 2009, док је у октобру исте године добио употребну дозволу. Затворени базен Слана бара је отворен 30. октобра 2009. године. За своје домаће утакмице користи га ВК Војводина. Укупна површина базена износи 4.541,58 m².